# 大特羅爾赫因峰
61°25′53″N 7°47′39″E / 61.43139°N 7.79417°E

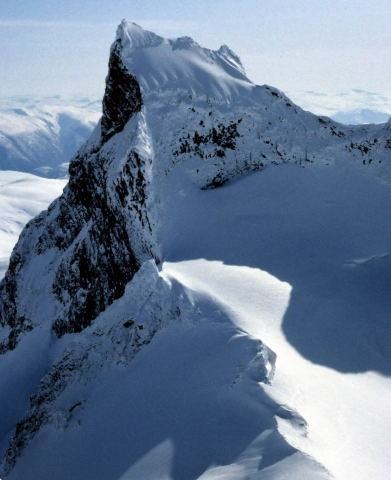

大特羅爾赫因峰是挪威的山峰，位於該國東南部內陸郡，處於洛姆，屬於尤通黑門山脈的一部分，海拔高度2,201米，是該國第五十七高峰。